# Neiva
Neiva – miasto w południowo-zachodniej Kolumbii, port nad rzeką Magdalena, ośrodek administracyjny departamentu Huila. Około 330,8 tys. mieszkańców.
W tym mieście rozwinął się przemysł włókienniczy, odzieżowy oraz spożywczy. 
Urodził się tutaj polityk i minister sprawiedliwości Kolumbii, Rodrigo Lara Bonilla.

## Współpraca
- Kungsbacka, Szwecja
- Kadyks, Hiszpania
- Gold Coast, Australia
- Los Angeles, Stany Zjednoczone
- Mediolan, Włochy
- Bogota, Kolumbia
- Lyon, Francja
- Malmö, Szwecja
- Cartagena de Indias, Kolumbia
- Perth, Australia
- Leesburg, Stany Zjednoczone
- Palembang, Indonezja